# شوميكار-ليفي 9
شوميكر-ليفي 9 (المسمى رسميًا D/1993 F2)، هو مذنب اكتشفته عالمة الفلك كارولين إس شوميكر وزوجها يويجين شوماكر جنبًا إلى جنب مع عالم الفلك دايفيد لافي. انقسم المذنب في يوليو 1992 واصطدم بالمشتري في يوليو 1994، كان هذا الحدث بمثابة أول ملاحظة مباشرة لاصطدام خارج كوكب الأرض بين أجسام داخل النظام الشمسي. حظي الاصطدام باهتمام كبير في وسائل الإعلام الشعبية وتمت مراقبة المذنب عن كثب من قبل علماء الفلك في جميع أنحاء العالم. قدم الاصطدام معلومات جديدة حول كوكب المشتري وسلط الضوء على دوره المحتمل في تقليل الحطام الفضائي في النظام الشمسي الداخلي.
وقع شوميكر-ليفي 9 بالفعل في مجال جاذبية كوكب المشتري وكان يدور حول الكوكب في وقت اكتشافه. وفي ليلة 24 مارس، رصد في صورة التقطت بمقراب شميدت مقاس 46 سم (18 بوصة) في مرصد بالومار في كاليفورنيا. كانت هذه أول ملاحظة لمذنب نشط يدور حول كوكب، مما يشير إلى أنه من المحتمل أن يكون المشتري قد استولى عليه قبل حوالي 20 إلى 30 عامًا.

## اكتشافه
اكتشف الكويكب أول مرة على أحد الصور الفلكية في يوم 24 مارس 1993، التقطت الصورة بواسطة تلسكوب شميدت الموجود في مرصد مونت بالومار في كاليفورنيا بالولايات المتحدة. وكان العالم الفلكي الياباني «شويشي ناكانو» هو أول من توقع اصطدامه لكوكب المشتري. ثم أيد رصده من قبل فلكين آخرين. وبالطبع تبين أن هذا الكويكب في سبيل فريد غير عادي: فقد وجد بالقرب من كوكب المشتري وتحطم إلى عدة أجزاء.

## مداره
ويعتقد أن الكويكب كان قد تأثر بجاذبية المشتري الشديدة خلال الستينيات من القرن الماضي وأصبح تابعا له «كشبه قمر» في مدار حول المشتري بيضوي الشكل. وتبع ذلك أن الكويكب تعدى في عام 1992 حد روش على المشتري. وتحطم الكويكب بسبب قوى المد والجزر الشديدة بسبب جاذبية المشتري، ويقدر أن كانت مقاييسه نحو 4 كيلومتر قبل أن يتحطم.,
إلى 21 قطعة تبلغ مقاييسها بين 50 متر إلى 1000 متر، اصطفت الواحدة تلو الأخرى في سلسلة تبلغ عدة ملايين الكيلومترات. وقد أطلق على تلك الأجزاء لتشخيصها الحروف من „A“ إلى „W“ (ولم يستخدم الحرفان „I“ و „O“ بسبب تشابههما للرقمين „1“ و „0“).
ونظرا لأن الكويكب قريبا جدا من المشتري فقد تعرض مداره لاختلال كبير. ويبين الجدول هنا بيانات المدار في مايو 1993 من وجهة مركزية الشمس: نصف المحور الرئيسي 16 و5 وحدة فلكية للمدار، و 07 و0 اختلاف مركزي، وانحدار لمستوي المدار بمقدار 4 و1 درجة، فكان مداره مشابها جدا لمدار المشتري: نصف القطر الكبير 2 و5، اختلاف مركزي 05 و0 وانحدار لمستوى المدار 3 و1 درجة، مما جعل الكويكب ينجذب ويقترن بالمشتري. زمن وجهة المشتري فكان الكويكب يتحرك في فلك إهليلجي شديد (اختلاف مركزي 99 و0) على بعد يصل إلى 33 و0 وحدة فلكية حول المشتري.
لم تمضِ سوى شهران من بعد تعيين الفلكيون لمدار الكويكب حتى قدّروا أن أجزاء الكويكب سوف تدخل جو المشتري خلال يوليو 1994.

## السقوط على المشتري

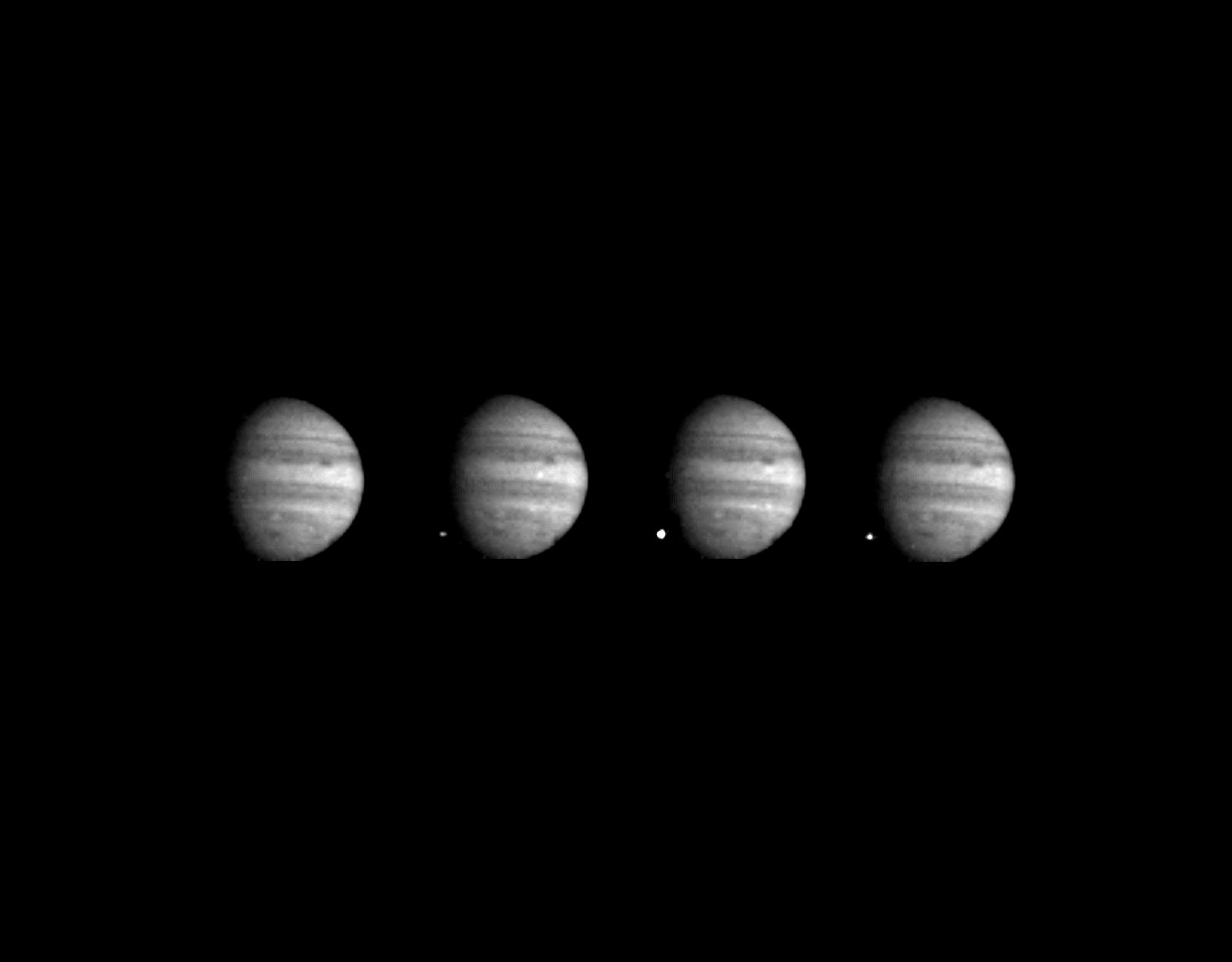
اصطدام الجزء „W“ (وهو الجزء 21 للكويكب)، كما سجله غاليليو (مركبة فضائية). عن (ناسا)

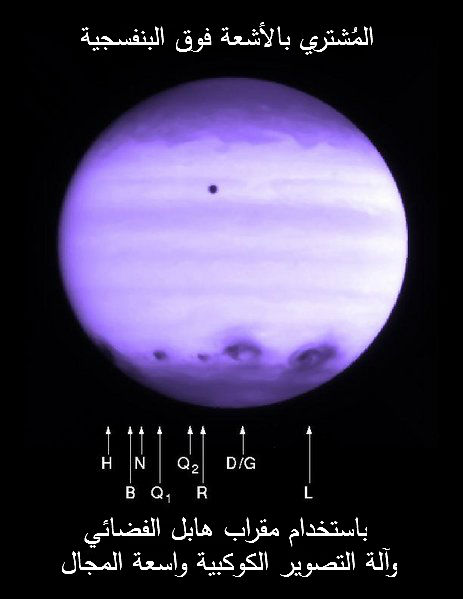
بقع غامقة نشأت في مواقع اصطدامات أجزاء كويكب "شوميكار-ليفي 9" على الجزء الجنوبي للمشتري. التقطت للأشعة الفوق بنفسجية يوم 21 يوليو 1994 بواسطة تلسكوب هابل الفضائي، (NASA).

تتابع تساقط أجزاء كويكب شوميكار-ليفي 9 بين 16 إلى 22 يوليو 1994 على الجزء الجنوبي للمشتري بسرعات تصل إل 60 كيلومتر في الثانية، ونتج عنها طاقة تعادل 50 مليون قنبلة نووية (من نوع قنبلة هيروشيما والتي وصلت طاقتها ما يعادل 13 كيلوطن من التي إن تي). وكانت هذه هي المرة الأولى التي يشاهد فيها الإنسان اصطدام جرمين سماووين في المجموعة الشمسية وما نتج عنه من طاقة.
ورغما عن أن موقع السقوط كان في حافة الناحية المختفية عن الأرض على المشتري ولم يمكن رؤيتها مباشرة، إلا أن الفلكيين استطاعوا رؤية الغازات الناشئة (غازات ساخنة تشبه السحابة الناشئة عن تفجير نووي) كانت ترتفع على حافة كوكب المشتري. وبسبب دوران المشتري حول محوره بسرعة استطاع العلماء رؤية أماكن الاصطدامات بعد دقائق قليلة من على الأرض. وظهرت كبقع غامقة تبلغ أقطارها نحو 12.000 كيلومتر في الغلاف الجوي للمشتري وبقيت تلك البقع ظاهرة لمدة عدة أشهر.
في نفس الوقت استطاع المسبار الفضائي جاليليو رؤية الاصطدامات مباشرة عن بعد 6 و1 وحدة فلكية. وكان إرسال إشارات البيانات من المسبار بطيئا بسبب عطل أحد الهوائيات الصحنية (في شكل قطع مكافئ)، ولم تستطع إرسال جميع الإشارات بالكامل إلى الأرض.

## المكونات الكيميائية
وجد في أطياف الغازات المتصاعدة المتولدة عن الاصطدام كميات كبيرة من الكبريت (S2) وثاني سلفيد الكربون (CS2) وكان ذلك أكثر مما تستطيع أن تثيره نواة كويكب أصغر. ويرجح الباحثون أن سبب ذلك ربما يرجع إلى طبقات الجو السفلى للمشتري. كما اكتشفت جزيئات أخرى مثل أحادي أكسيد الكربون والأمونيا (NH3) وهيدروجين الكبريت (H2S). كما رؤيت خطوط طيف الانبعاث للحديد والمغنسيوم والسيليكون: أي أن الحرارة الناتجة كانت كافية لتبخير تلك العناصر، كما شوهد بخار الماء بكميات صغيرة، بعكس ما كان متوقعا، وربما يكون أن الحرارة الشديدة الناتجة قد عملت على تفكك جزيئات الماء.
ولم يشاهد هذا الاصطدام من العلماء الفلكيين وحدهم الذين استعدوا لهذا الحدث بجميع أجهزتهم الموجودة، بل تابعته أيضا أجهزة وقنوات الوسائل الإعلامية بشغف كبير.

## اقرأ أيضا
- ديب امباكت
- اصطدام المشتري عام 2009
- إلكروس
- مذنب C/1999 F1 (كاتالينا)
- روسيتا
- ستارداست (مركبة فضاء)
- برنامج سيرفيور
- المشتري
- غاليليو (مركبة فضائية)
- انفجار تونغوسكا في سيبيريا
- مرصد بالومار
- أحداث الاصطدام على كوكب المشتري